# Carl von Gontard
Carl Philipp Christian von Gontard (Mannheim, 13 gennaio 1731 – Breslavia, 23 settembre 1791) è stato un architetto tedesco.
Fu attivo soprattutto a Potsdam, Berlino e Bayreuth.
Le opere di Gontard sono architetturalmente a sé stanti, senza seguaci, tra il rococò palladiano, quello di Georg Wenzeslaus von Knobelsdorff ed il classicismo dei Gilly, padre e figlio, e dei loro seguaci.
Era figlio di Alexander von Gontard (1706–1747) e della sua consorte Elisabeth Kurz († 1776).

## Biografia

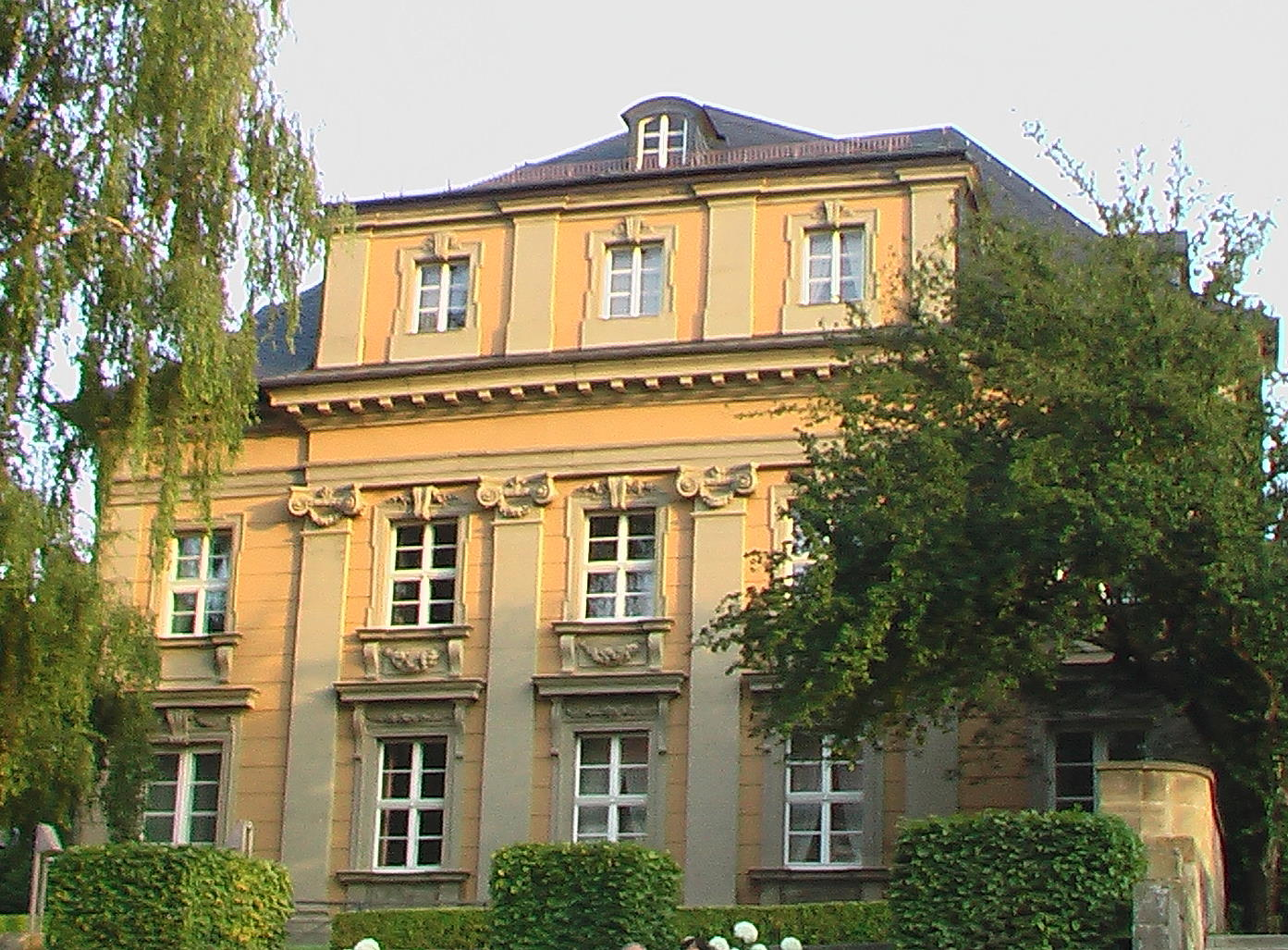
L'abitazione di Gontard a Bayreuth

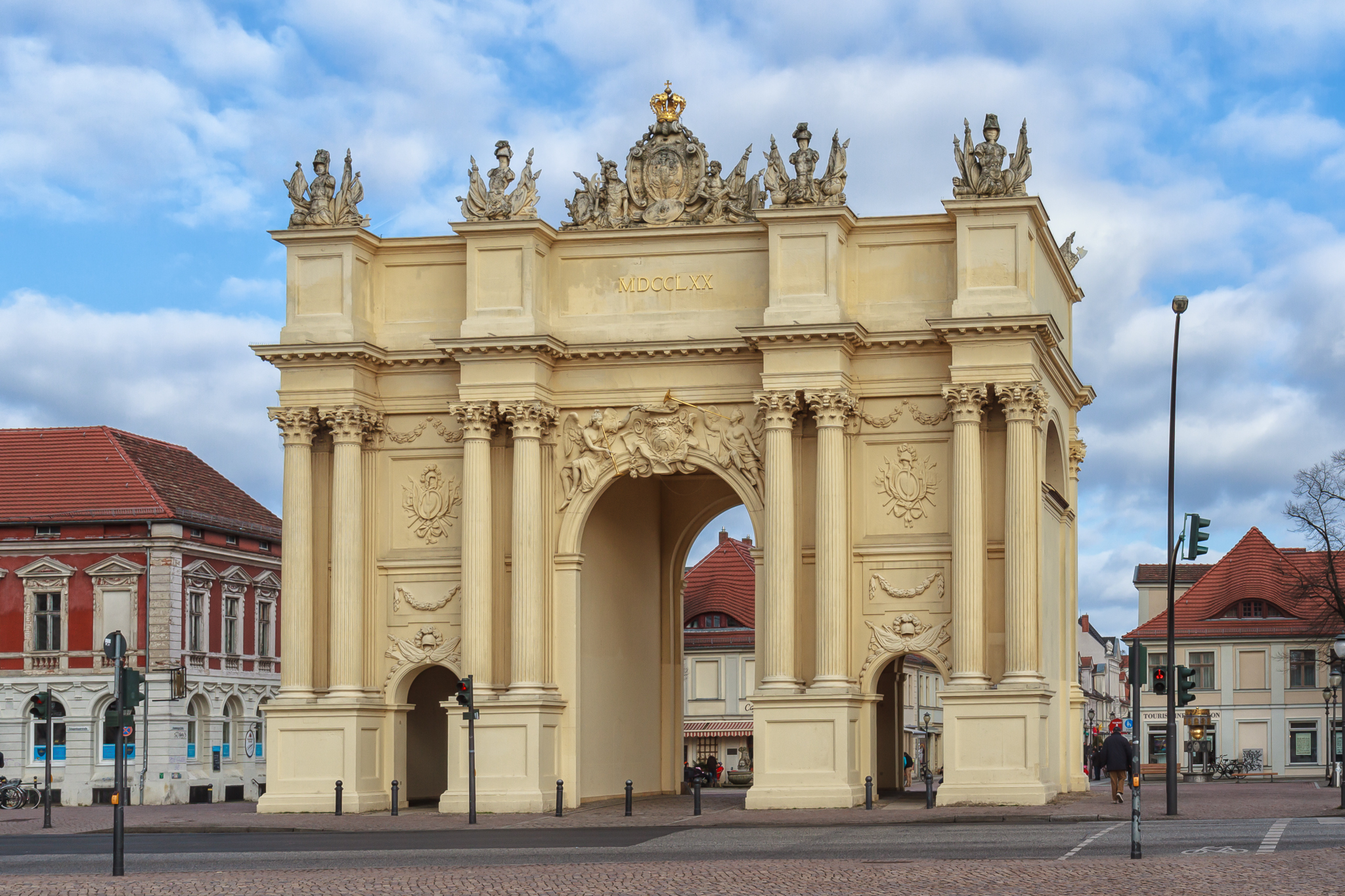
La Porta di Brandeburgo a Potsdam

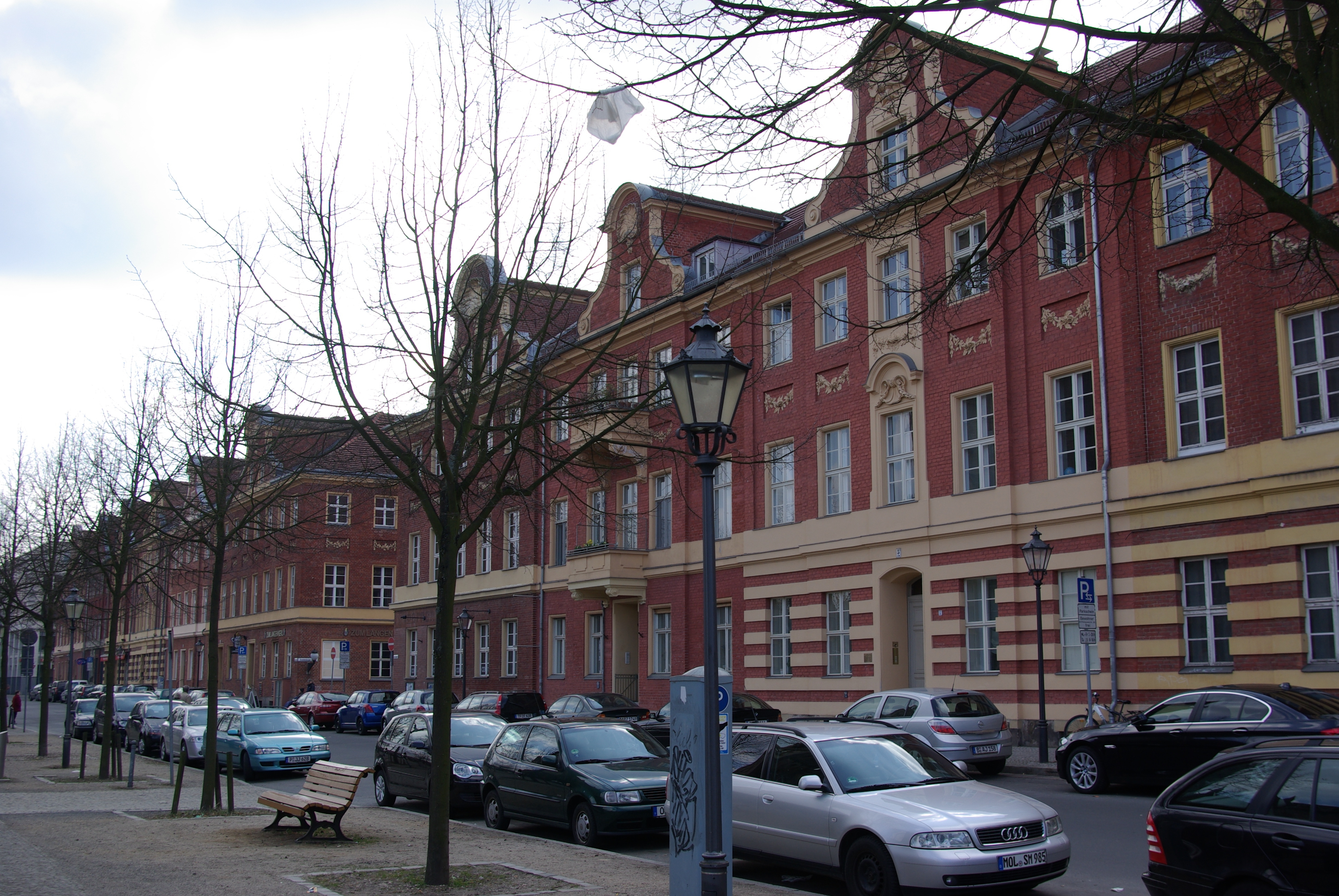
Am Bassin in Potsdam

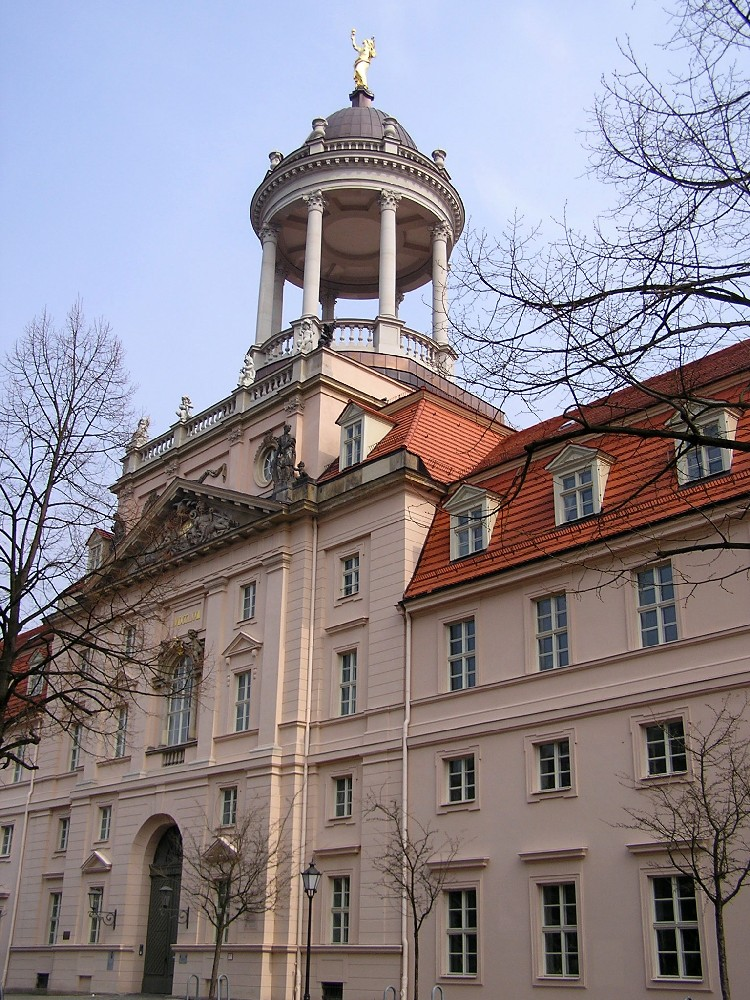
Grosso centro di addestramento militare a Potsdam

Carl Gontard proveniva da una famiglia ugonotta del Delfinato. Il padre era probabilmente maestro palatino di balletto a Mannheim, prima di diventare, nel 1741, maestro di balletto presso il teatro di Bayreuth.
Carl Gontard si era sposato con Sophia von Erckert, dalla quale ebbe numerosi figli, tra i quali il notabile di Berlino Carl Friedrich Ludwig von Gontard. Nel 1767 l'imperatore Giuseppe II elevò lui ed il fratello, un ufficiale dell'esercito imperiale, al rango nobiliare.
Dopo due anni di studi a Parigi presso Blondel e un lungo viaggio in Italia, si fece un nome come capomastro di corte della principessa Guglielmina di Prussia, moglie del margravio Federico di Brandeburgo-Bayreuth, quando, dopo la morte di quest'ultimo avvenuta nel 1763, a causa della politica di risparmio del suo successore, il margravio Federico Cristiano di Brandeburgo-Bayreuth, riuscì ad ottenere ben pochi ulteriori incarichi.
Nel 1764 Gontard entrò al servizio del fratello di Guglielmina di Prussia, Federico il Grande, che lo impiegò subito nella sistemazione del Neues Palais e del Communs, cui apparteneva: si trattò del primo importante lavoro cui si dedicò.
Il capolavoro di Gontard a Berlino, il colonnato e le torri del Duomo tedesco e di quello francese diedero alla Gendarmenmarkt il suo aspetto.
Tuttavia, dopo lo spettacolare crollo di parte del primo nel luglio del 1781, l’architetto Georg Christian Unger subentrò a Gontard nel completamento del duomo. Gondard non cadde in disgrazia: ottenne infatti il compito di occuparsi della Biblioteca reale di Berlino, ove eresse la Gran Sala e lo scalone. Quindi progettò e costruì una casa per abitazione a Potsdam, con la rappresentativa facciata Am Bassin.
Dopo la morte di Ferderico II, Gontard ebbe direttamente dal suo successore, Federico Guglielmo II, il compito di decorare il Palazzo cittadino di Potsdam e, nella stessa città, la chiesa della guarnigione. Seguirono grossi contratti da parte del re. Dal 1787 al 1790 arredò le nuove camere nel castello di Berlino. Contemporaneamente realizzò il Marmorpalais  in Potsdam, una delle sue opere più belle. La sua ultima opera fu il Locale Olandese nel  Neuer Garten a Potsdam.
Massone, fu membro della Loggia Eleusis zur Verschwiegenheit di Bayreuth.

## Opere
- Case borghesi
- Sistemazione del castello a Bayreuth
- Numerose abitazioni a Bayreuth, ad es. La farmacia di corte, alcune abitazioni (oggi canonica della chiesa del Castello) a Potsdam e a Berlino
- Grosso centro di addestramento militare a Potsdam
- Torri del Duomo tedesco e del Duomo francese a Berlino
- Porta Rosenthal nell'omonima piazza di Berlino
- Colonnati a Berlino quali:
  - Spittelkolonnaden de1776
  - Königskolonnaden, tra il 1777 e il 1780
- Edifici nel Parco di Sanssouci come il Tempio dell'Amicizia e il Tempio Antico e nel Neues Garten di Potsdam il Marmorpalais.
- Porta di Oranienburg a Berlino tra il 1787 e il 1788
- Porta di Brandeburgo a Potsdam nel 1770
- Chiesa evangelica di San Bartolomeo (cioè chiesa della Trinità) a Bindlach (insieme a Rudolf Heinrich Richter1tra il 1766 e il 1768